# Peradeniya
Peradeniya (en sinhala : පේරාදෙණිය) est une banlieue de la ville de Kandy, au Sri Lanka. 

## Géographie
La banlieue, qui compte environ 50 000 habitants, est située sur la route principale A1, à quelques kilomètres à l'ouest du centre-ville de Kandy.

## Curiosités
Peradeniya est célèbre pour les jardins botaniques royaux situés sur les pentes de la rivière Mahaweli.